# Melek
Melek es un municipio del distrito de Nitra en la región de Nitra, Eslovaquia. Tiene una población estimada, a fines del año 2020, de 483 habitantes.
Está ubicado en el centro-oeste de la región, en el valle del río Nitra (cuenca hidrográfica del Danubio) y cerca de la frontera con la región de Trnava.

## Demografía
| Año        | 1994 | 2004    | 2014    | 2024     |
| ---------- | ---- | ------- | ------- | -------- |
| Población  | 433  | 454     | 453     | 562      |
| Diferencia |      | +4,84 % | −0,22 % | +24,06 % |

| Año        | 2023 | 2024    |
| ---------- | ---- | ------- |
| Población  | 564  | 562     |
| Diferencia |      | −0,35 % |